# Senftenberg
Senftenberg (dolnołuż. Zły Komorow, pol. hist. Komorów Zły) – miasto we wschodniej części Niemiec w kraju związkowym Brandenburgia, siedziba powiatu Oberspreewald-Lausitz na terenie Łużyc Dolnych, nad rzeką Czarną Elsterą, Miasto liczy 24 987 mieszkańców, a jego powierzchnia wynosi 126,94 km².

## Podział administracyjny
- Brieske (Brězk) – obejmuje Brieske-Dorf (Brjazki)
- Niemtsch
- Hosena (Hóznja)
- Peickwitz
- Sedlitz
- Großkoschen – obejmuje Kleinkoschen

## Geografia
Miasto leży w krainie łużyckich jezior – Lausitzer Seeland. Wszystkie jeziora w tym regionie to sztuczne zbiorniki, utworzone w wyniku rekultywacji terenów po odkrywkowych kopalniach węgla.

## Historia

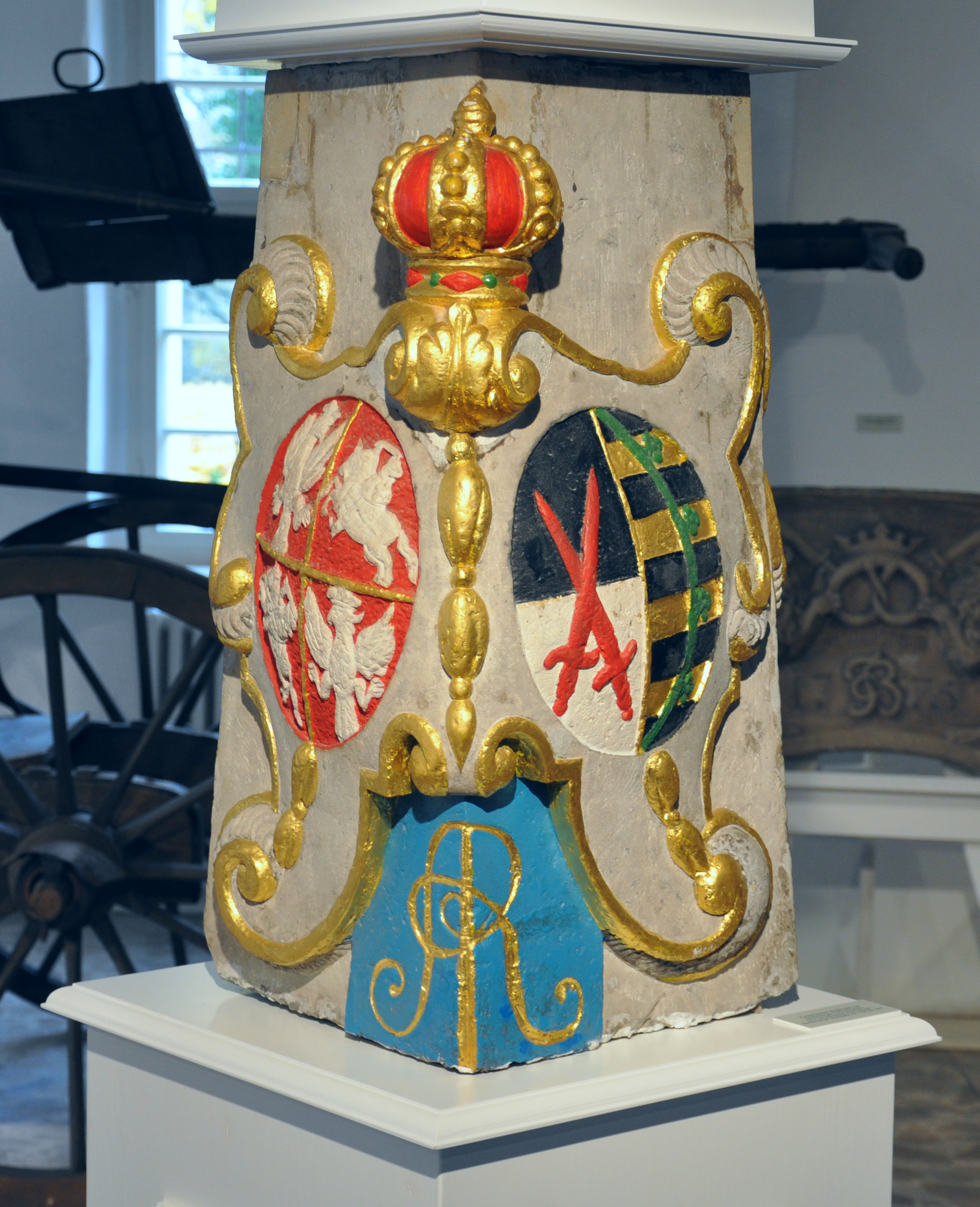
Zdobienia na polsko-saskim słupie dystansowym króla Augusta II Mocnego w lokalnym muzeum

Najstarsza znana wzmianka o miejscowości pochodzi z 1279. Osada często zmieniała przynależność państwową. Początkowo leżała na terenie Marchii Łużyckiej. W 1319 r. miasto objął piastowski książę Henryk I jaworski, włączając je do księstwa jaworskiego, jednego z polskich księstw dzielnicowych na Dolnym Śląsku. Po jego śmierci w 1346 znalazło się we władaniu Czech, w 1350 przekazane Marchii Brandenburskiej w 1368 przypadło ponownie Czechom. W 1448 znalazło się w granicach Elektoratu Saksonii.
W 1509 r. wybuchł wielki pożar, z którego ocalał jedynie kościół, w 1605 żniwo zebrała epidemia, w czasie wojny trzydziestoletniej w 1641 miasto zostało ponownie zniszczone. W trakcie III wojny północnej w 1701 przez miasto maszerowały wojska w kierunku Polski. W 1704 w obawie przed inwazją szwedzką, wzmocniono i podwyższono obwarowania miejskie, a po zwycięstwie szwedzkim w bitwie pod Wschową w 1706 wielu mieszkańców w obawie przed Szwedami zbiegło do Brandenburgii, by powrócić po podpisaniu traktatu pokojowego. W 1731 na rynku stanął polsko-saski słup pocztowy, na którym widnieją herby Rzeczypospolitej i Saksonii. Obecnie oryginał znajduje się w lokalnym muzeum, a na rynku stoi kopia. Podczas wojny siedmioletniej we wrześniu 1758 pruskie wojsko rozbiło obóz pod miastem.
Przed inwazją na Rosję w 1812 w okolicznych wsiach kwaterowali Francuzi i ich sojusznicy, m.in. Polacy, Włosi, Bawarczycy. W 1814 wybuchła kolejna epidemia. Po kongresie wiedeńskim w 1815 miasto wraz z północną częścią Saksonii przyłączono do Królestwa Prus, by w 1871 stało się częścią Cesarstwa Niemieckiego. U schyłku XIX wieku miasto zaczęło się rozrastać w związku z wydobyciem węgla brunatnego. Podczas II wojny światowej w Großkoschen (ob. w granicach miasta) mieściła się filia niemieckiego obozu koncentracyjnego Groß-Rosen.

## Zabytki
- Rynek
  - Polsko-saski słup dystansowy z 1730 ozdobiony herbami Polski i Saksonii, monogramem króla Polski Augusta II Mocnego i polską koroną królewską (na rynku stoi kopia, oryginał znajduje się w lokalnym muzeum)
  - Ratusz
- Kościół śś. Piotra i Pawła (ewangelicki), sięgający XIII wieku, najstarszy kościół w mieście
- Kościół śś. Piotra i Pawła (katolicki)
- Kościół „Wendyjski”, użytkowany przez Serbów łużyckich
- Twierdza
- Pomnik upamiętniający więźniów filii niemieckiego obozu koncentracyjnego Groß-Rosen w Großkoschen
- Hala Dolnołużycka (Niederlausitzhalle)

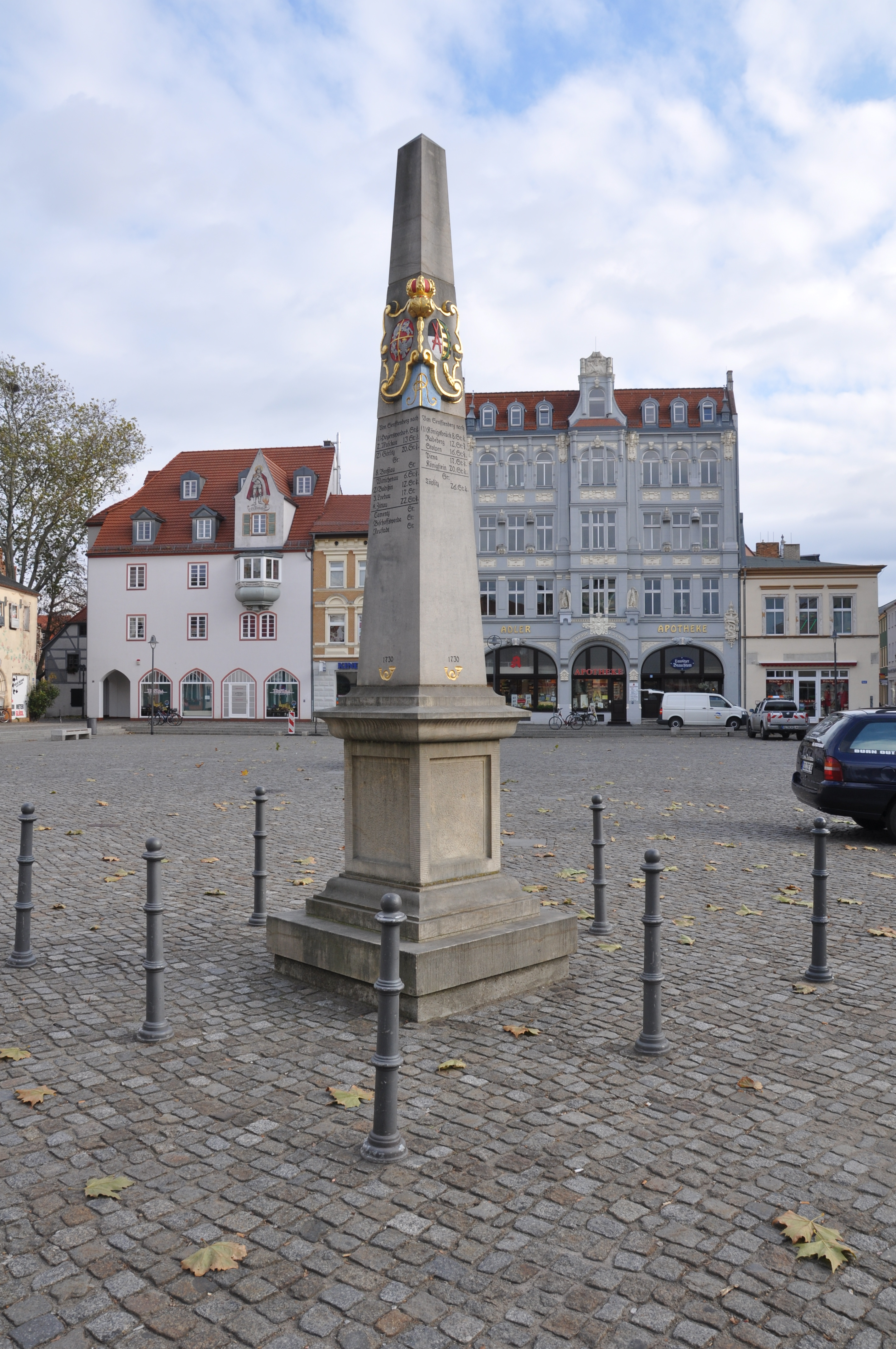
Polsko-saski słup pocztowy na Rynku
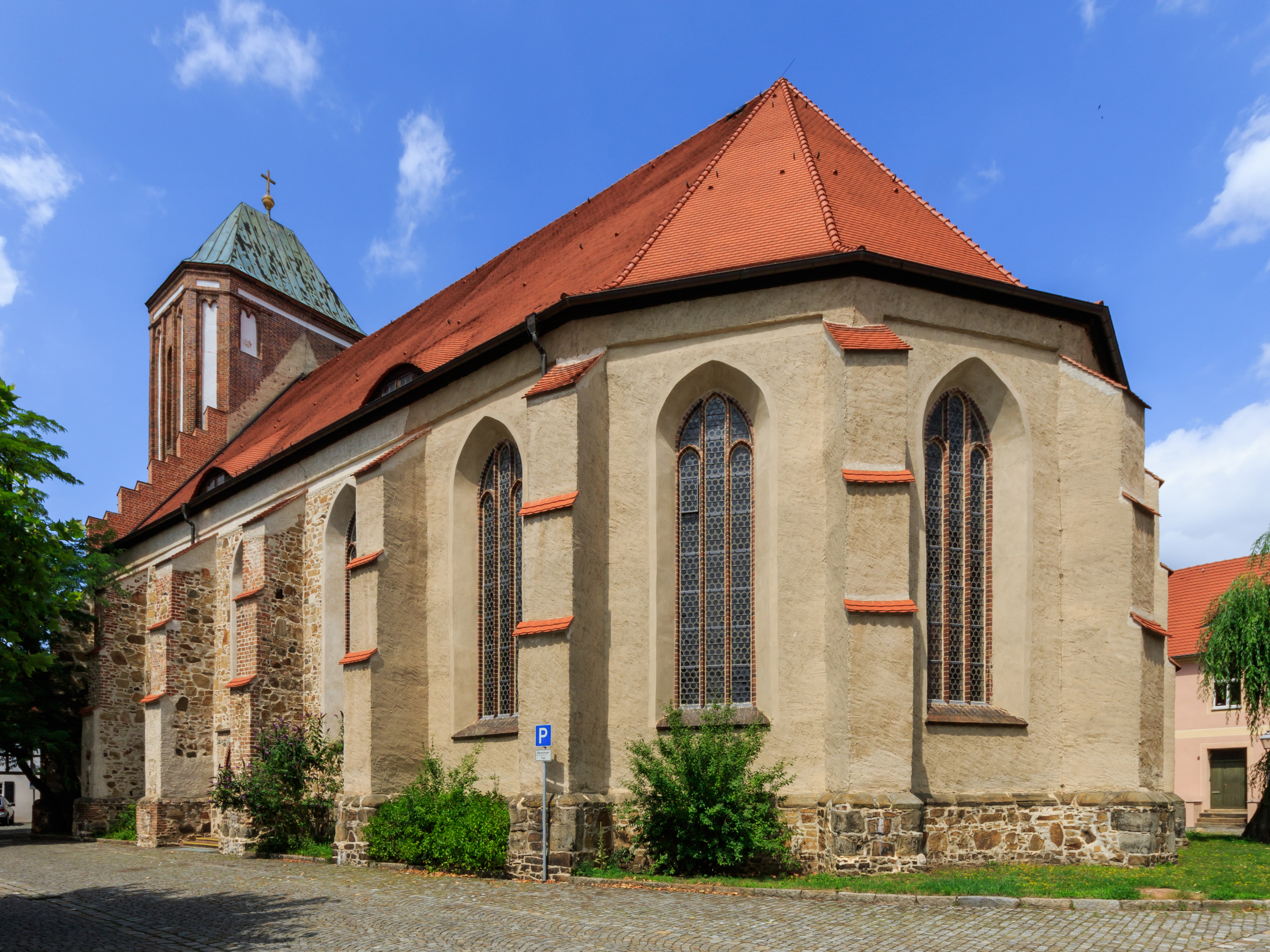
Kościół śś. Piotra i Pawła (ewangelicki)
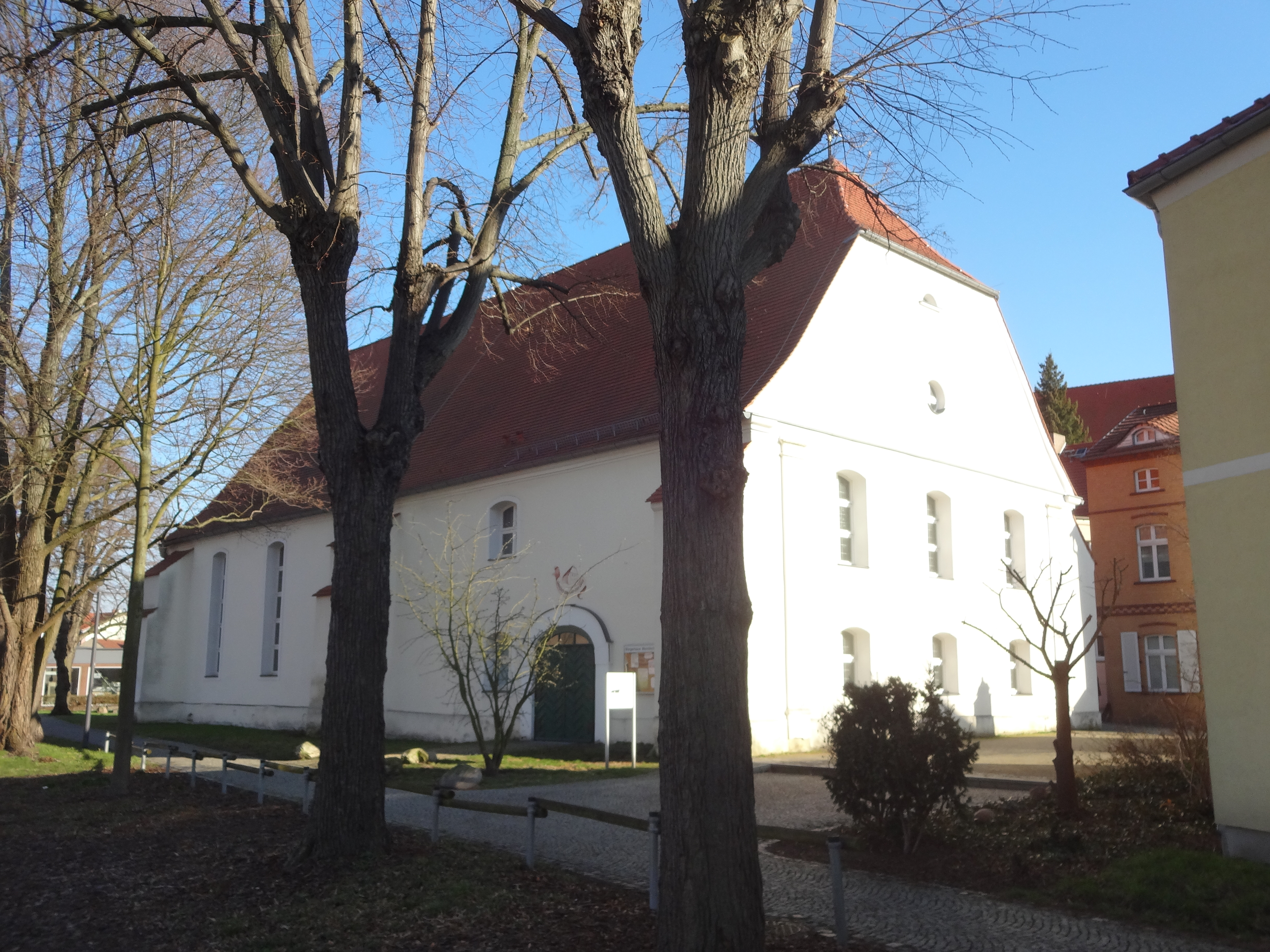
Kościół Serbów łużyckich
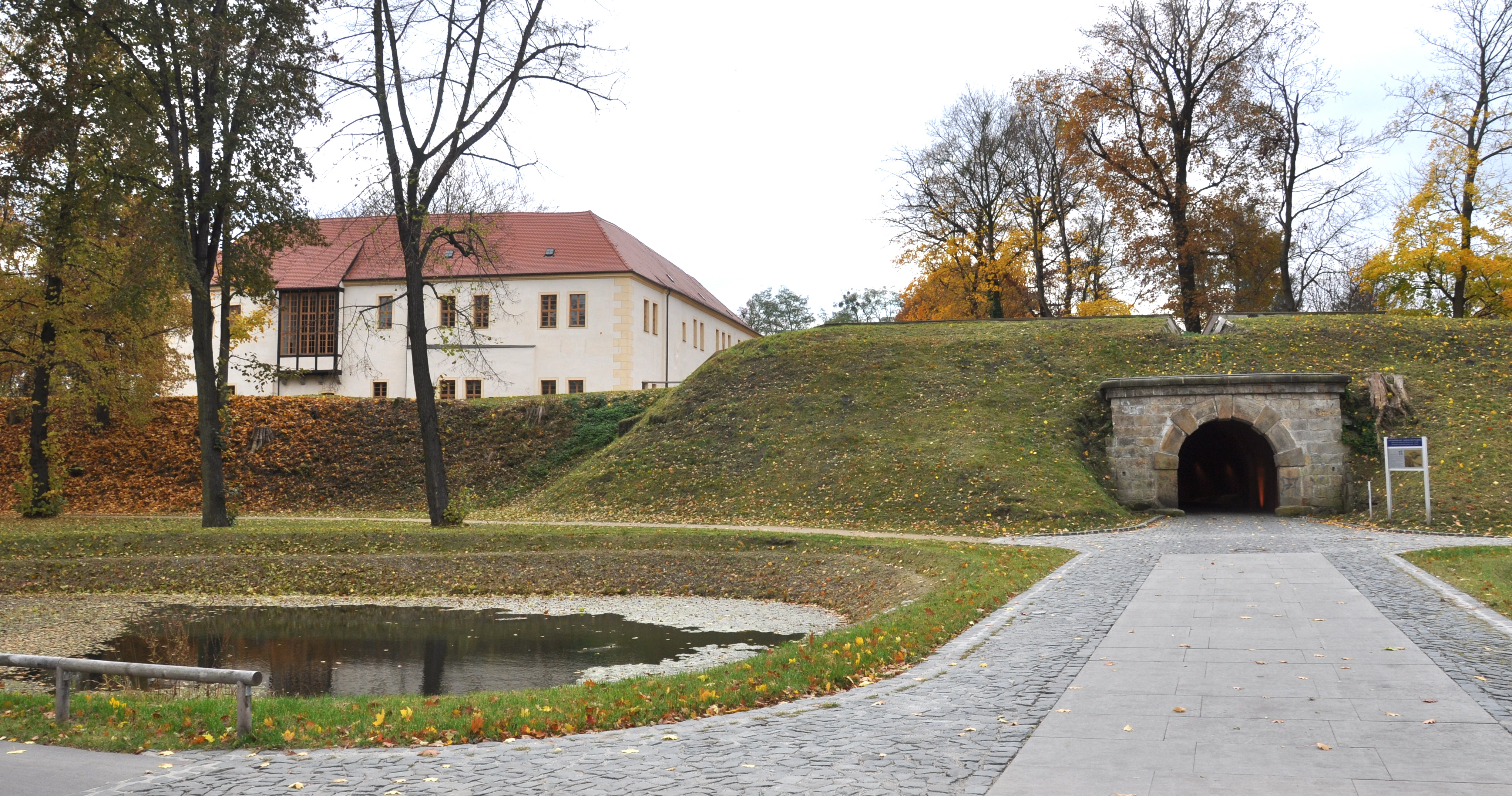
Twierdza
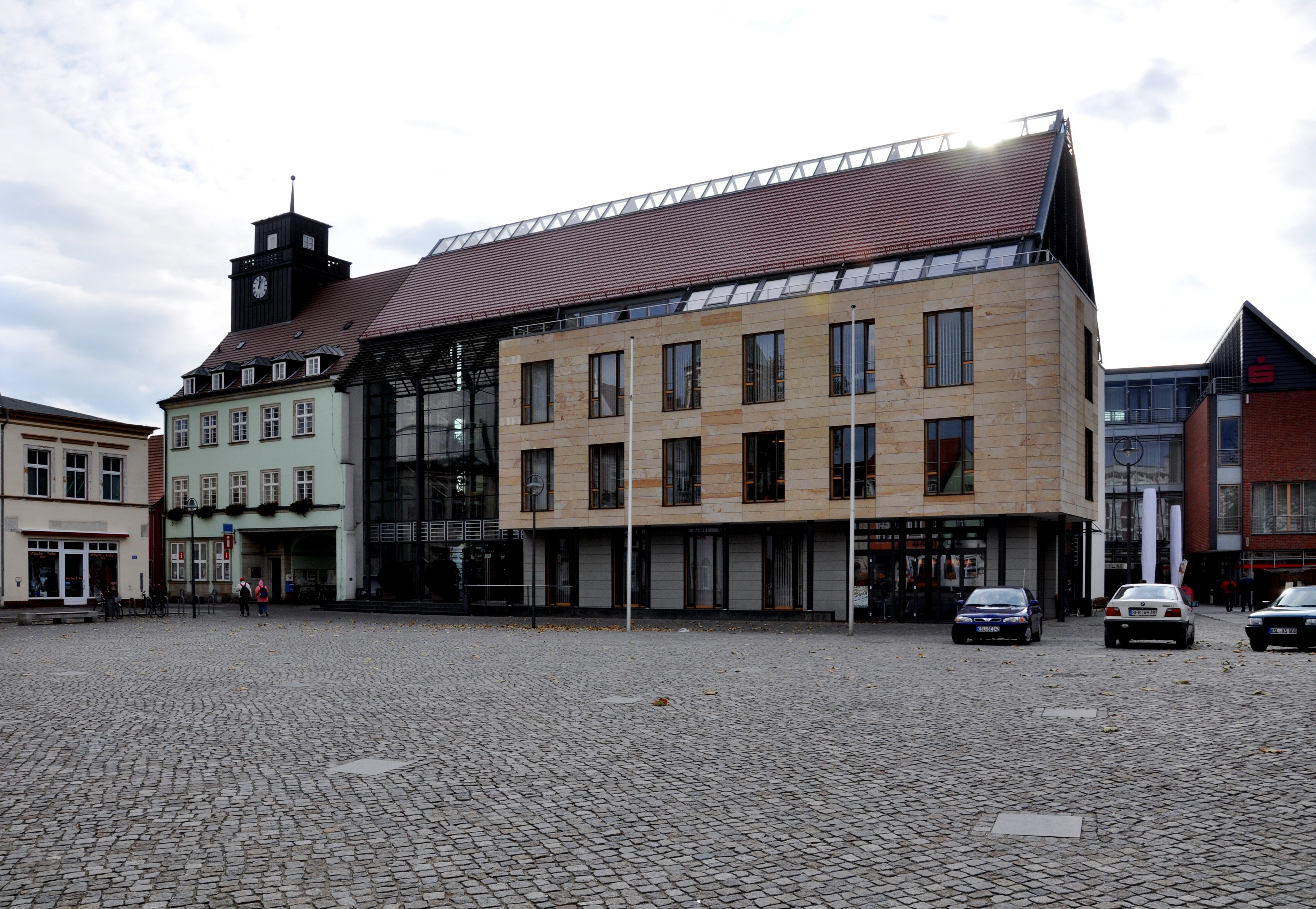
Ratusz

## Turystyka
W mieście rozbudowywana jest także nadal sieć ścieżek rowerowych. Z Senftenbergu blisko jest do Spreewaldu.

## Kultura
Od 1991 r. działa w mieście Wyższa Szkoła Zawodowa Fachhochschule Lausitz – University of Applied Sciences.

## Sport
W Senftenbergu powstała hala narciarska „Snowtropolis”, w której przez 365 dni w roku można jeździć na nartach, snowboardzie, sankach.
Senftenberg znany jest z jednego z największych w Niemczech leżącego nieopodal toru wyścigowego EuroSpeedway Lausitz, gdzie co roku odbywają się zawody serii Formuła 3, oraz liczne wyścigi wewnątrzkrajowe.

## Współpraca zagraniczna
- Włochy: Fresagrandinaria
- Polska: Nowa Sól
- Saara: Püttlingen
- Francja: Saint-Michel-sur-Orge
- Austria: Senftenberg
- Węgry: Veszprém
- Czechy: Žamberk